# 北投機廠

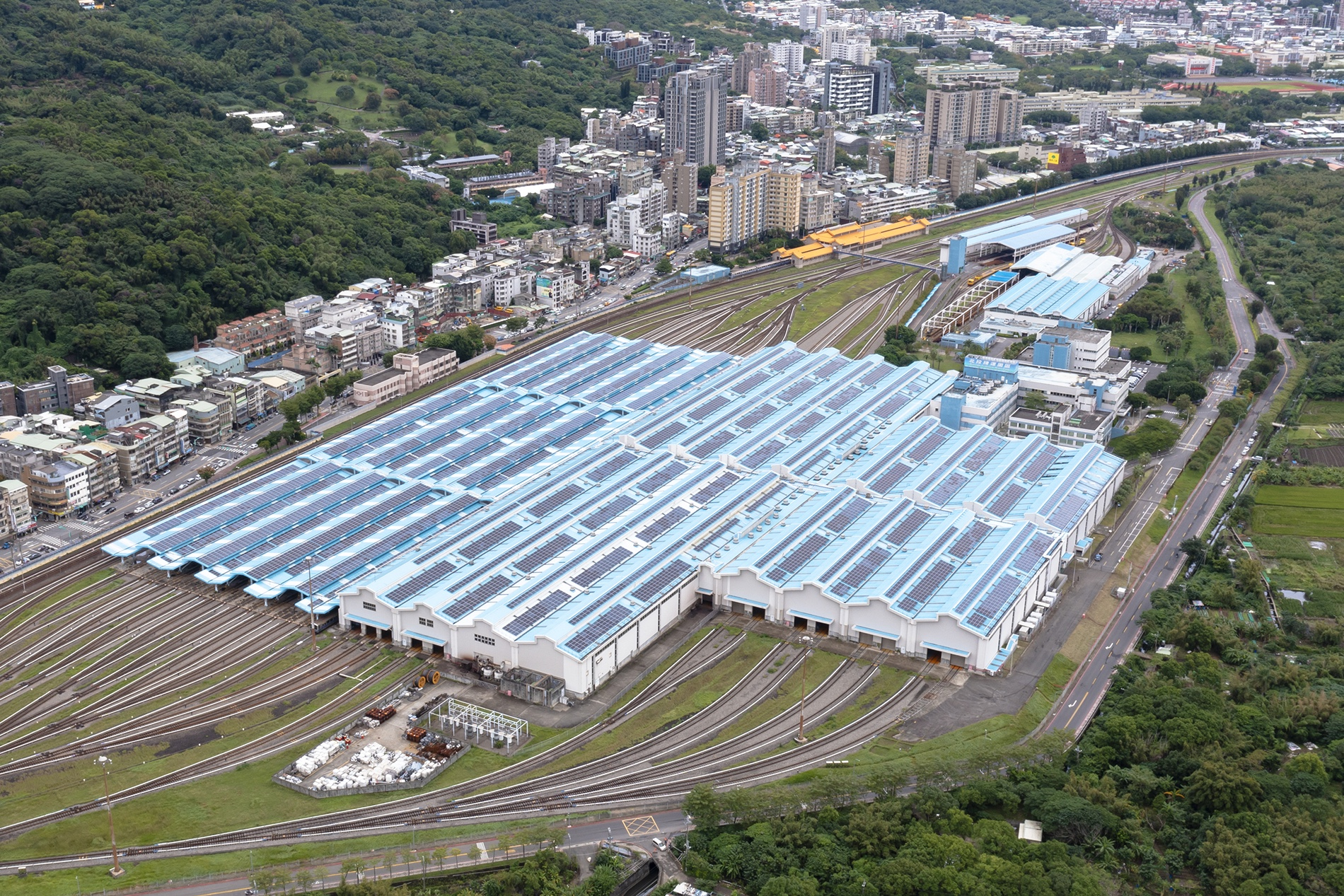
北投機廠空拍照，照片上方橘色屋頂建物即捷運復興崗站

北投機廠（英語：Beitou Depot）為台北捷運淡水信義線以及新北投支線的機廠，是台北捷運興建的首項工程項目。位於捷運復興崗站南側，台灣台北市北投區大業路527巷88號。

## 概要
北投機廠是台北捷運面積最大、等級最高（等級五）的機廠，除了擁有一般機廠的功能外，北投機廠還具有其他初期路網機廠所沒有的大規模維修功能，其佔地面積更曾為東南亞最大的鐵路機廠。
在其他高運量系統路線的專用機廠尚未完工前，電聯車大多停放於此，並由此機廠調度。即使現在其他高運量系統路線的專用機廠都已啟用，行駛於其他高運量路線的電聯車還是會不時回到北投機廠維修。新的電聯車大部分也都是先在北投機廠進行測試，不過因為廠內空間只夠初期路網使用，未來路網的車輛在試車完畢後暫時放至土城機廠。
機廠廠區內設有人員訓練中心、捷運行車控制中心、台北市政府捷運工程局第一區工程處與捷運北投會館、捷運逃生體驗營。機廠軌道區，東端在復興崗站與北投站間與正線銜接，西端在復興崗站與忠義站間與正線銜接。

### 歷史
- 1988年7月：開始動工興建[1]。
- 1997年3月28日：隨著捷運淡水線「淡水－中山」段正式通車而投入調度。

### 位置
- 地址：台北市北投區大業路527巷88號

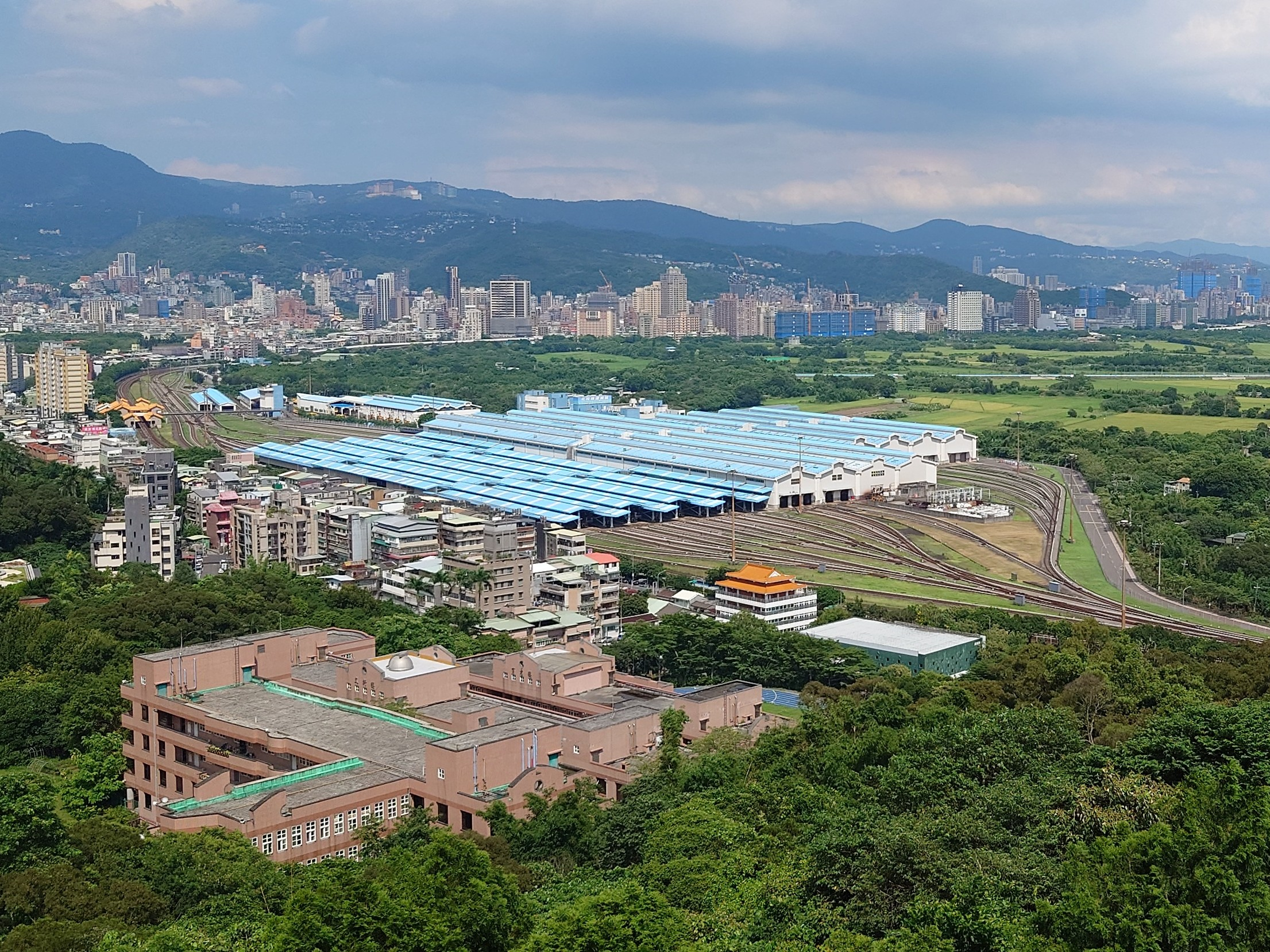
自台北藝術大學鳥瞰北投機廠

- 地理位置：位於台北市北投區中央北路三段南側。
- 廠房規模：五級修護廠。
- 面積：約41公頃。
- 駐車容量：可容納30列車。

### 配置車輛
- C301型：6輛編組x22列共132輛
  - 車組號碼：001/002～043/044
- C381型：6輛編組x16列共96輛
  - 車組號碼：501/502～531/532
- C371型3系（支線專用3車組）：3輛編組x1列共3輛
  - 車組號碼：399（ 新北投支線專用車）
    - 共231輛，38.5列（6輛編組x38列+3輛編組x1列）

## 主要架構

### 停車區[2]

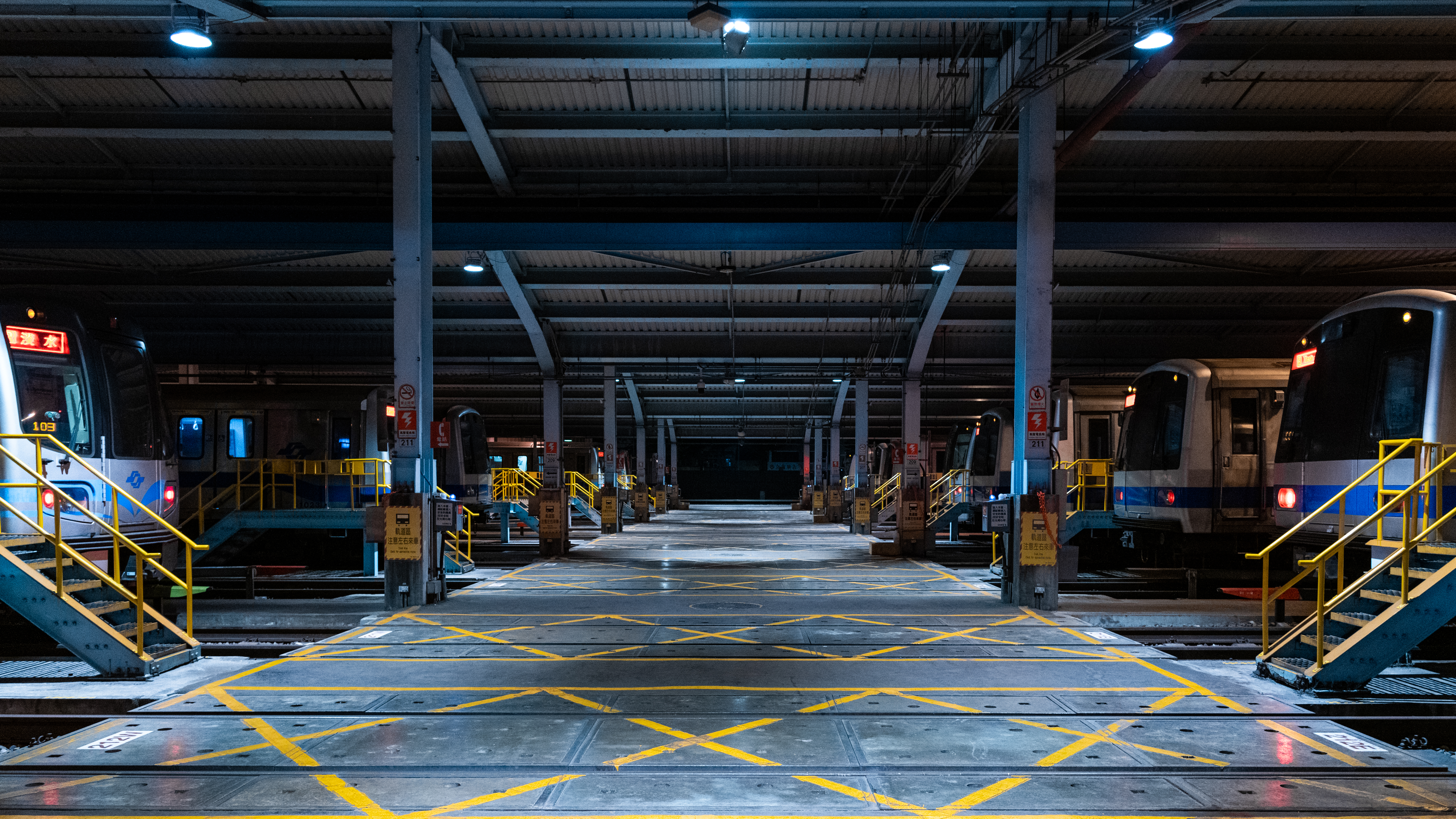
清晨的北投機廠停車區

- 北投機廠的停車區由15條軌道組成，每一軌道可停放兩組列車每列六節車廂，共可停30組列車。
- 每晚清掃所有列車，通常也會利用日間非尖峰時段，以提供下午尖峰時段之營運。
- 每晚所有列車依據測試迴路作自動防護測試， 確保號誌電碼傳送與剎車正常無誤。
- 故障若無法改進，再移至檢車區或修復區，作徹底檢查。

### 檢車區
- 北投機廠的檢車區由3條檢車線組成，每一軌道可停放兩組列車每列六節車廂。 特別的是檢車線電力不由第三軌提供，而由插入式供電系統(stinger system)。
- 檢車區主要工作，為列車每14天與16周一次之定期保養檢查。

### 修復區
- 北投機廠的修復區由2條軌道組成，每一軌道可停放兩列六節車廂之停放。
- 設轉向架起重機，抬昇車輛於台架上， 以便拆卸車廂底部設備與轉向架。
- 此區之定期維修工作，包含空調設備與轉向架更換，磨損之車輪和輔助機械之汰換等。
- 正常情況下，修復區只有排定日班工作。

### 大修廠
- 北投的大修廠有8條軌道，每線可停3節車廂。
- 大修廠之設備，不僅提供車廂組件，亦包含車站與軌道組件，如轉轍器及電扶梯零組件。
- 大修廠的例行工作，乃為使用年限已達一半之列車進行大修，多在車廂至少於出廠12年以後才進行。
- 多數項目，依座落位置而由平車利用軌道載運。

### 底盤清洗區
- 底盤清洗線與檢車區、修復區連成一線，具一條軌道可容6節車廂。
- 例行工作乃車廂每16周之檢查前底盤清洗一次，完畢後駛入檢車區以備下一日班之檢查。

### 列車清洗區
- 清洗設備位於機廠右側轉換線與停留線之間， 混合清潔劑與水來清洗， 每隔一段時間會以化學藥劑進行除銹

### 車輪切削
- 利用沉地式輪用車床（underfloor wheel lathe），無需將車輪組從列車取下。
- 靠近檢車區與修復廠，軌道上設有車輪前進裝置（car pro-gress），在裝設車床之停車軌道上，不供平時一般車廂之停放。

### 測試軌

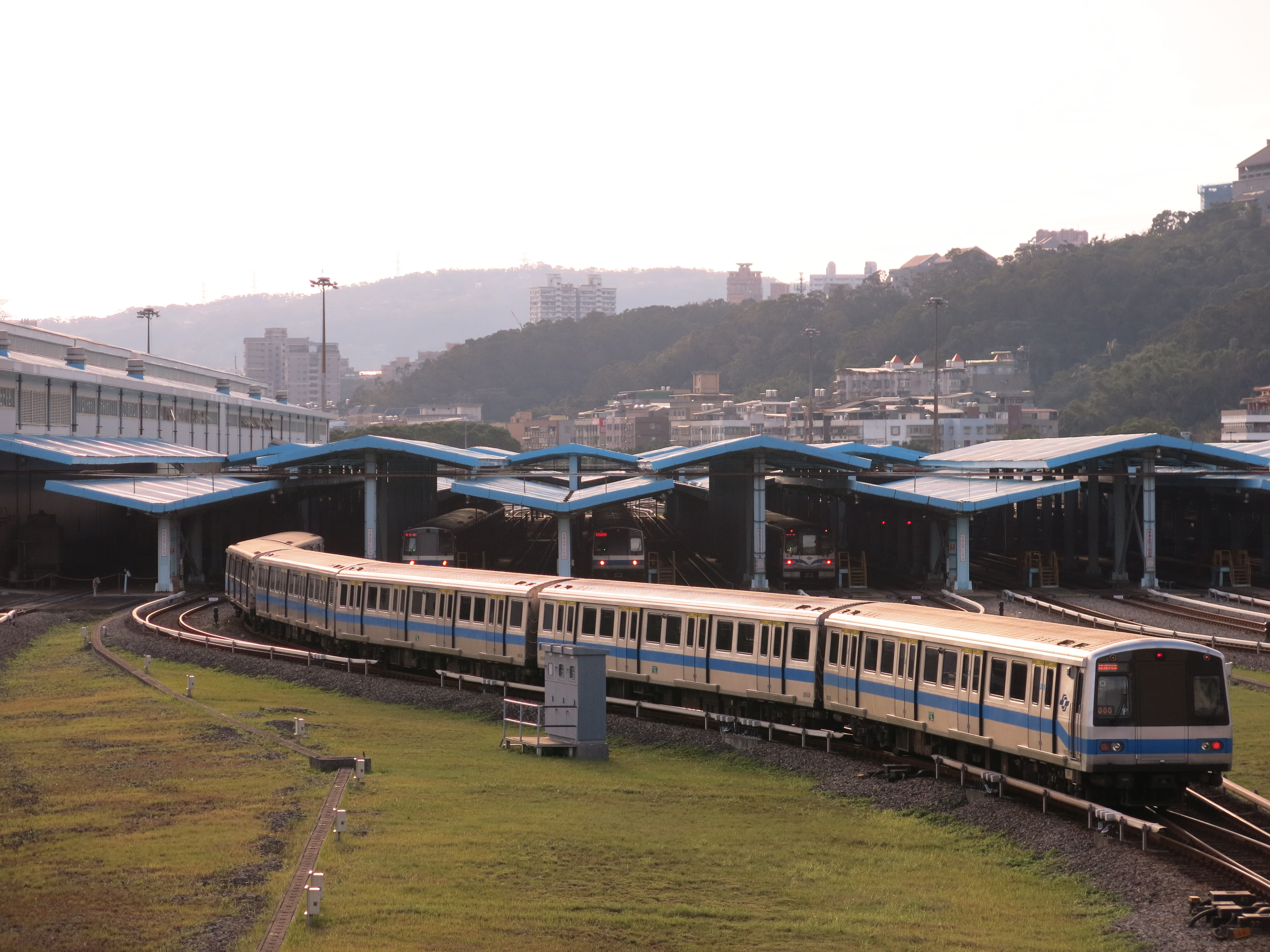
301型電聯車於北投機廠進行調度作業

- 測試軌設在停車區與主線之間，長度與機廠等長。
- 在測試軌道上，列車可全速前進，測試自動操作與列車自動防護，也同時可作車站停靠程序測試。

### 維修用軌
- 維修用軌設在工務處軌道廠內。
- 供各式維修養路車輛停駐。
- 有閃焊場生產長焊軌供維修更換用。

## 照片集

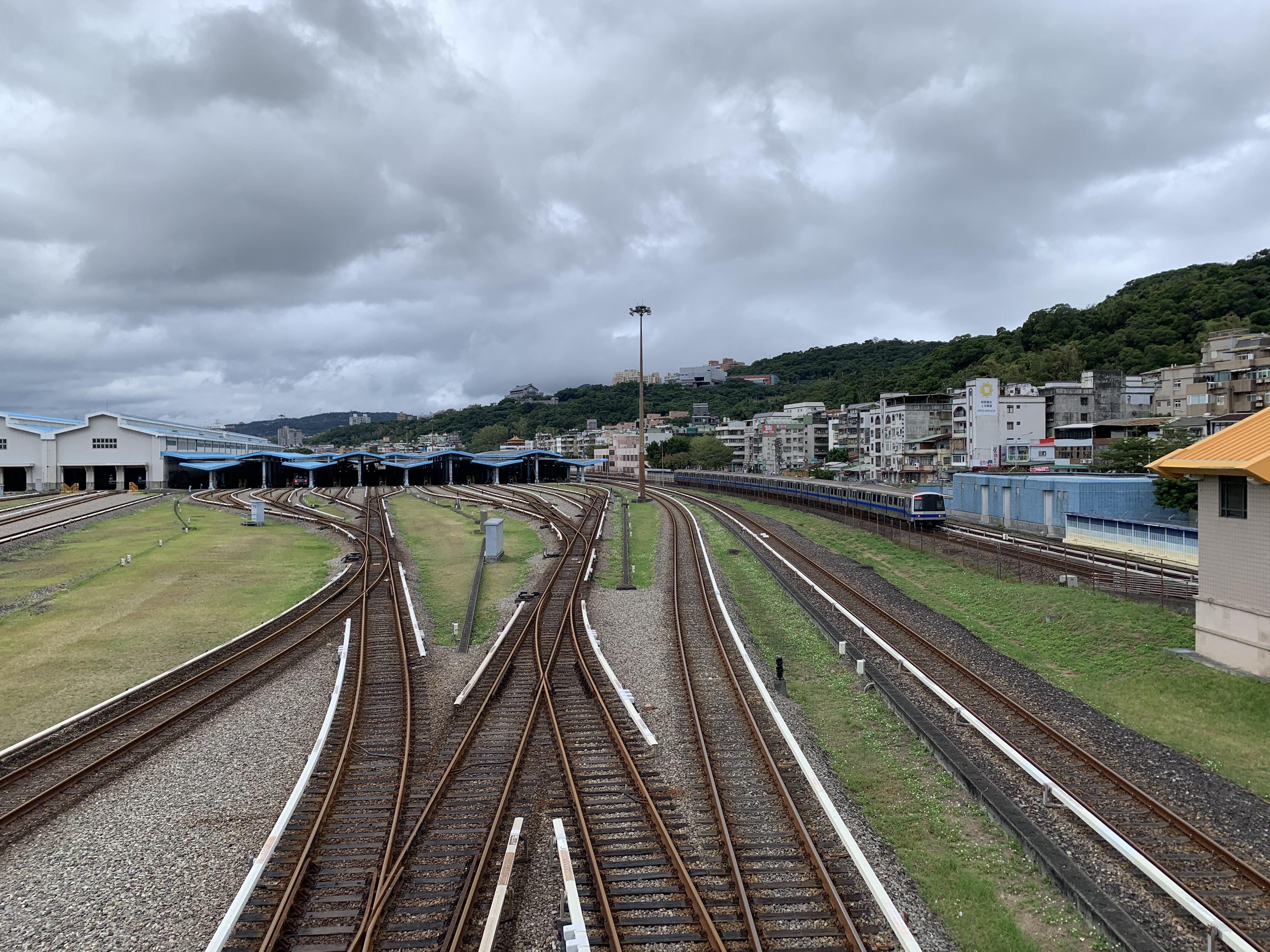
從聯絡橋眺望機廠
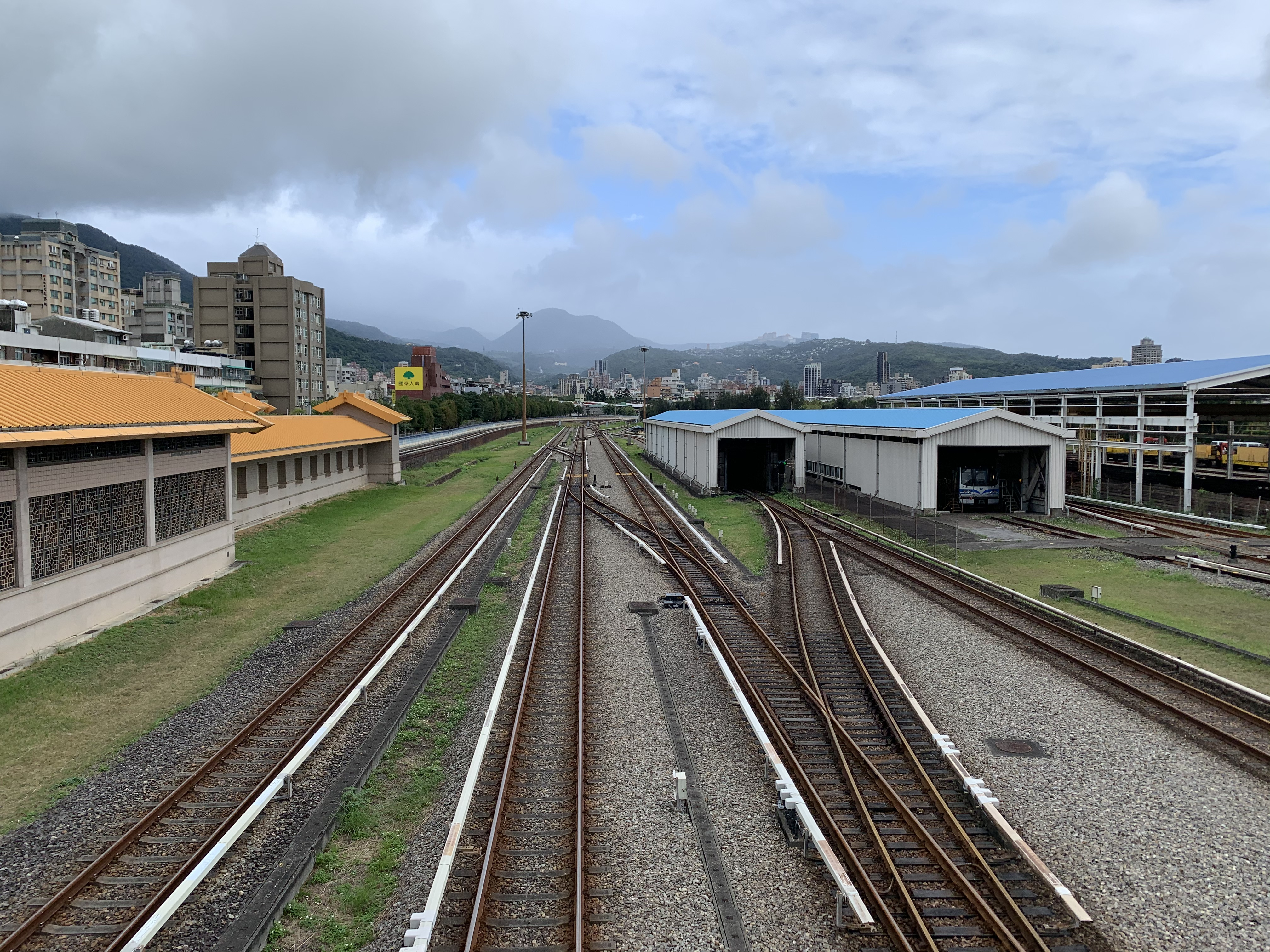
從聯絡橋眺望機廠東端
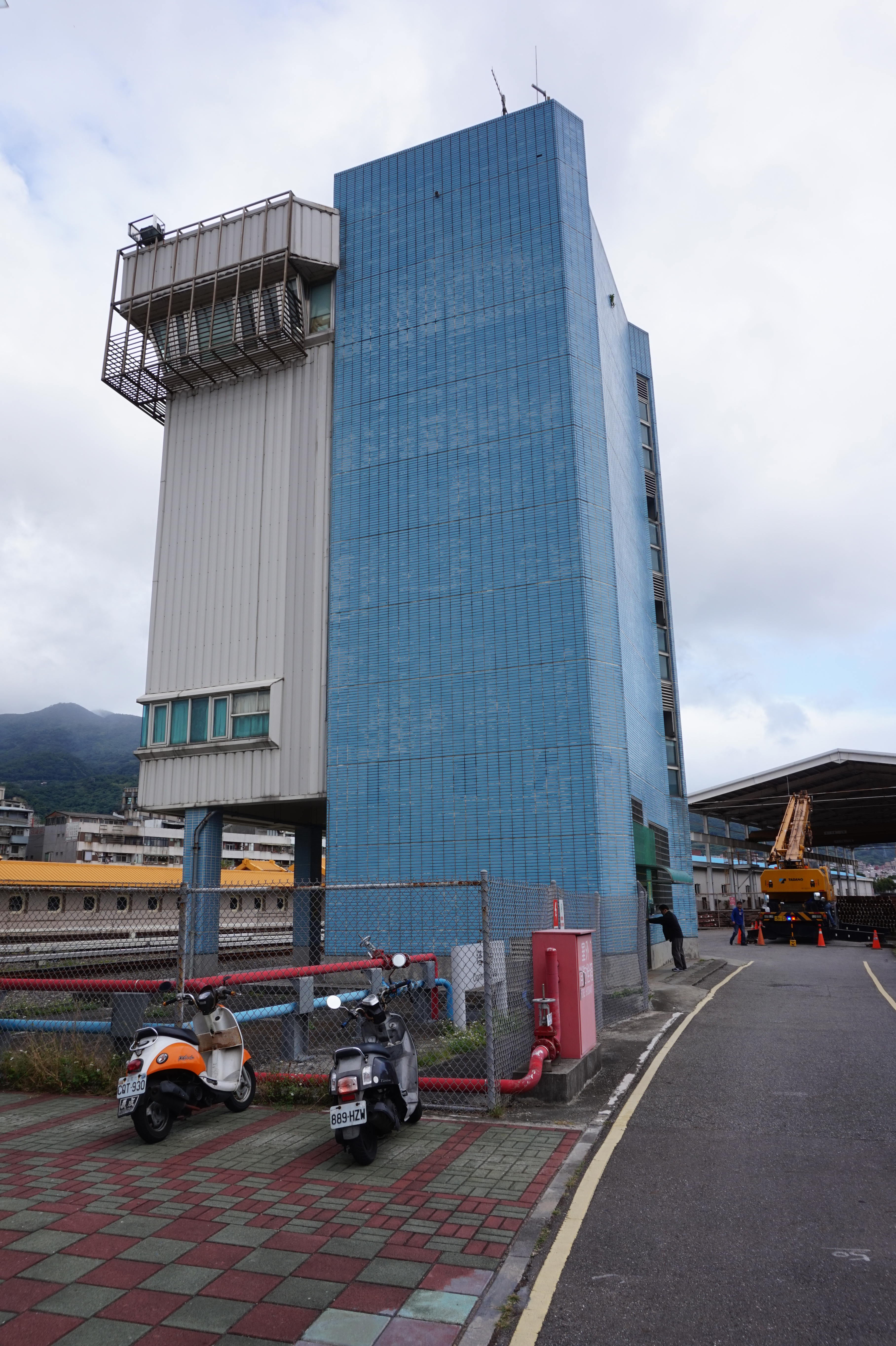
北投機廠調車塔台

## 外部連結
- 臺北大眾捷運股份有限公司（页面存档备份，存于）
- 臺北市政府捷運工程局（页面存档备份，存于）
- 捷運北投會館（页面存档备份，存于）

25°08′09″N 121°29′02″E / 25.1357899°N 121.483955°E